# Fundación para la Formación de la Organización Médica Colegial
La Fundación para la Formación de la Organización Médica Colegial (denominada también como Fundación para la OMC o FFOMC) es una entidad española docente, educativa y científica, de carácter particular y privado, bajo el patrocinio del Consejo General de Colegios Oficiales de la Profesión Médica.

## Características
Se trata de una entidad médica que opera sin ánimo de lucro, siendo su finalidad el fomento, promoción y desarrollo, cultural, educativo-docente y científico de los médicos de España, promoviendo la formación médica continuada. La FFOMC es una de las tres fundaciones dependientes de la OMC (Organización Médica Colegial), siendo las otras dos: la Fundación para Protección Social de la OMC, y la Fundación de los Colegios Médicos para la Cooperación Internacional. 

## Actividades
Esta entidad organiza principalmente actividades académicas a través de la Red de Colegios de Médicos y Sociedades Médicas de España. Entre las actividades que organiza se encuentra: la formación continuada; el fomento de la agregación de profesionales de medicina en torno a la realización de jornadas, encuentros, simposios, mesas redondas; realización de proyectos de investigación o consultoría encaminados a identificar problemas y establecer criterios que mejoren las funciones del médico en relación con su actividad y con su profesión. Ofrece y gestiona igualmente un campus virtual relacionado su contenido con temas médicos y alineado con la misión principal de la fundación. Esta plataforma interactiva tiene como finalidad es facilitar el acceso del médico a la FMC. 